# Slavisk-grekisk-latinska akademin

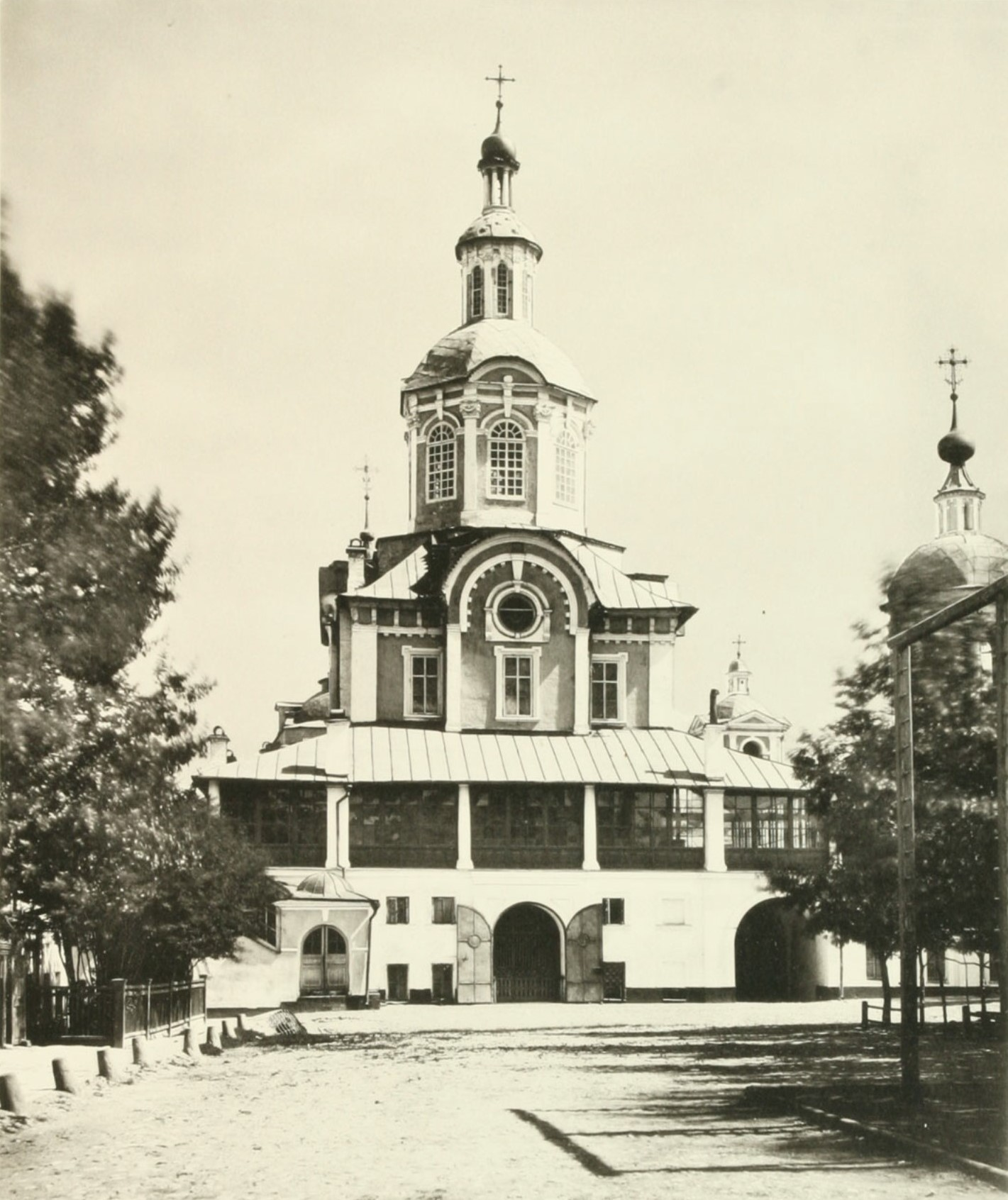

Slavisk-grekisk-latinska akademin (ryska: Славяно-греко-латинская академия) var den första högre institutionen för utbildning i Moskva i Ryssland. Akademin grundades på 1680-talet. Man undervisade i slavisk och grekisk skrivkonst, de fria konsterna och teologi. Idag existerar den som Moskvas teologiska akademi och seminarium, ett östortodoxt seminarium beläget i klostret Sankt Sergius Treenighetslavra.

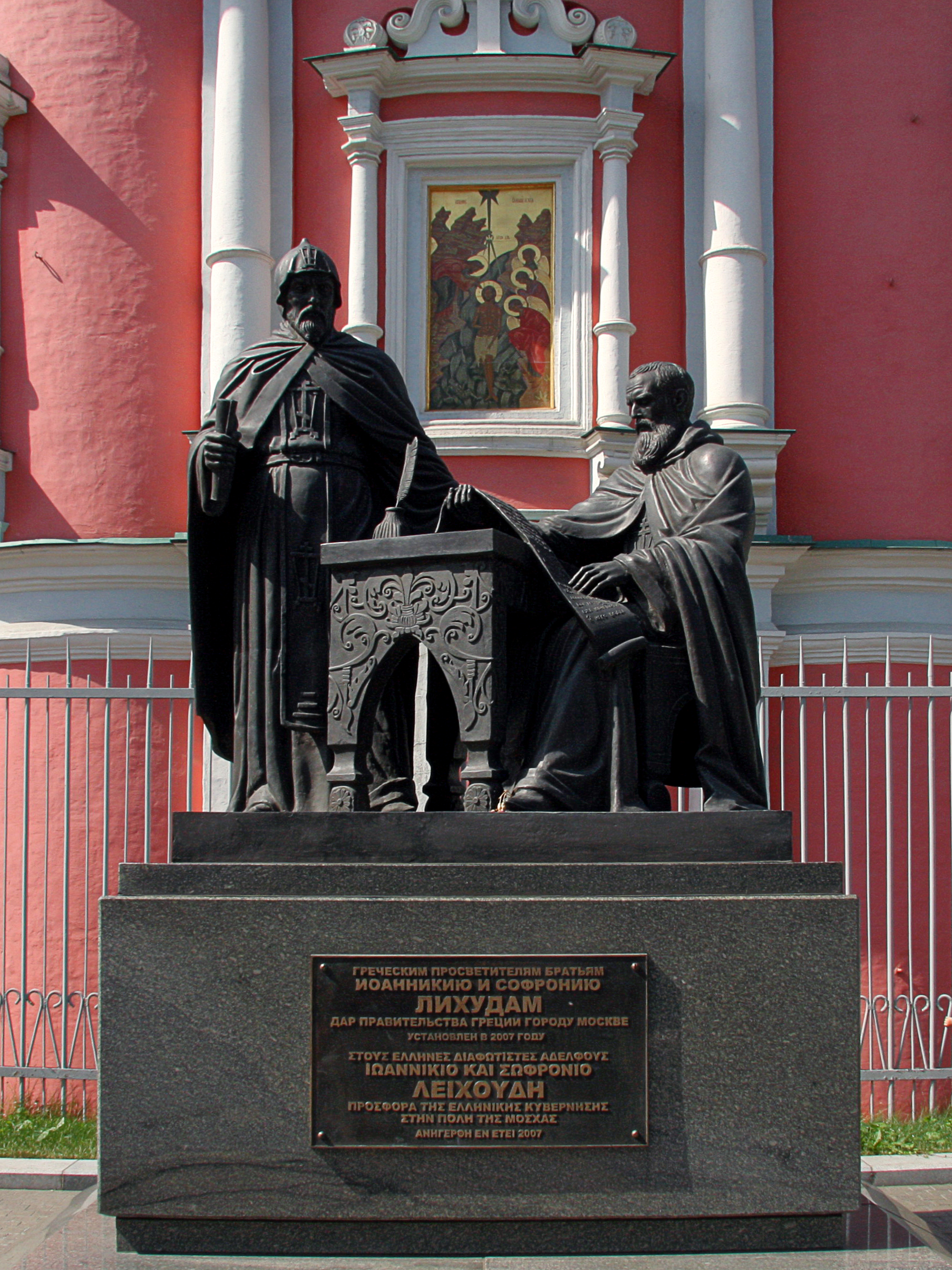